# Отаман Оверченко
Данило Оверченко (роки життя невідомі) — отаман, ватажок повстанського загону, організатор антибільшовицького Руху опору в Решетилівці й Решетилівській волості Полтавського повіту Полтавської губернії у 1920 році.

## Біографія
Роки життя невідомі. За походженням син заможного решетилівського селянина. За професією учитель Решетилівської земської школи.

## Створення загону. Отамани Григорій Скирда та Олександр Молчанов
Навесні 1920 року в лісі поблизу Решетилівки Данило Оверченко зібрав від 15 до 20 юнаків, яким загрожувала мобілізація до червоного війська. З них восьмеро мали вогнепальну зброю, решта — холодну зброю та звичайні кілки. Загін ніяких активних дій проти радянської влади не чинив і займав вичікувальну позицію, юнаки просто переховувалися від мобілізації. 
Ситуація змінилася, коли 25 червня 1920 року раптовим нападом із Говтви до Решетилівки вступили об’єднані загони отаманів — колишнього радянського військового коменданта Кременчуцького повіту Григорія Скирди («Жовтоблакитний») і 28-річного кубанського козака, колишнього унтер-офіцера російської армії Олександра Молчанова чисельністю понад 500 осіб. 
Під час нападу на Решетилівку повстанці знищили в містечку всі органи радянської влади та їх документи, ліквідували 14 «радянських службовців», роззброїли охоронний взвод і забрали в червоноармійців кулемет. 
Д. Оверченко відразу ж скликав мітинг мешканців містечка Решетилівка, на якому закликав селян вступати до його загону, щоб разом боротися проти більшовиків за волю України. На його заклик відгукнулося понад 300 місцевих юнаків, але більшість із них не мала ні військового вишколу, ні зброї. Частина з них уже була мобілізована до Червоної армії, перебувала в казармах у Полтаві і голодувала, а тому була відпущена додому в Решетилівку за білизною, харчами і взуттям. До казарми хлопці не вернулися, а пристали до загону Д. Оверченка.
У Решетилівці повстанці Г. Скирди і О. Молчанова пробули близько восьми годин, а коли одержали повідомлення, що з однойменної залізничної станції рухаються чисельні війська червоних, знову відійшли до Говтви. До них приєднався і загін Д. Оверченка. О. Молчанов призначив його сотником у своєму загоні. 
Через п’ять днів до Говтви із повстанцями підійшов отаман Іван Біленький і почав агітувати селян переходити до його загону. У числі інших загітованих до Буланового лісу, де перебував І. Біленький, пішло і 30 решетилівських повстанців.

## Спекотне літо та гаряча осінь 1920
Протягом літа 1920 р. Д. Оверченко неодноразово об’єднувався з іншими повстанськими загонами і разом з ними брав участь у ліквідації радянської влади у Великій Багачці, Богодухові, Опішні та інших селах Полтавщини. Восени 1920 року Д. Оверченко об’єднався з відомим повстанським отаманом Андрієм Левченком. 
Так, 3 жовтня 1920 року (за іншими даними — 4 жовтня) загони Д. Оверченка та А. Левченка під час спільного рейду на Полтаву захопили Решетилівку. У рейді взяло участь 600 посаджених на вози піхотинців і 150 кавалеристів при чотирьох кулеметах. 
Повстанці ліквідували дев’ять «радянських працівників», у тому числі голову Решетилівського волосного ревкому Бутенка Т. П. (за іншими даними Бутенка Михайла Прокоповича) поранили члена ревкому, начальника волосної міліції Сергія Чеверденка та  знищили документи радянських установ Решетилівки. 
Також, повстанці розгромили Демидівський волосний ревком і ліквідували його голову комуніста Попова. Проте повстанці були витіснені 262-м полком 30-ї дивізії Червоної армії. Втративши під час бою 15 осіб убитими, вони залишили містечко і через села Говтву та Хорішки відступили на терени Хорольського повіту. Там вони довідалися, що червоні залишили Решетилівку і 11 жовтня знову зайняли її і перебували там протягом трьох днів.
Після залишення Решетилівки загони Д. Оверченка та А. Левченка розійшлися. Зокрема, Д. Оверченко із загоном відійшов на хутір Сахни, а звідти на Глибоку Балку. 
Після короткого відпочинку в лісі повстанці несподівано зустріли загін червоних, але в бій не вступали і повернули у сторону села Білоцерківки. Щоб відірватися від переслідування, рухалися ночами. 
По дорозі на Велику Багачку спіймали трьох комуністів (можливо «радянських службовців»), але провчивши як слід, відпустили з наказом не йти проти власного народу. 
Поблизу Білоцерківки загін Д. Оверченка був обстріляний роз’їздом червоних, в результаті чого один кінний повстанець дістав поранення. 
Далі загін рухався в напрямку станції Сагайдак і зупинився на хуторі Коржі поблизу Глибокої Балки. Отаман мав намір знову ліквідувати радянську владу в Решетилівці, але за браком зброї (із 400 повстанців його загону вогнепальну зброю мали близько 30) від цього наміру довелося відмовитися. Беззбройних бійців Д. Оверченко відпустив по домівках. З ним залишився лише невеликий кавалерійський загін, у складі якого перебував якийсь полковник — уродженець Волинської губернії (невдовзі він залишив загін), Іван Гладкий, Іван Драчун, Сергій і Володимир Ленчики та ін. Згідно з агентурними даними чекістів, усі вони мали на головах «петлюрівські шапки», з китицями і башлики з вишитими на них літерами «С. К.» («смерть комуністам»).

## Данило Оверченко і Нестор Махно
7 жовтня 1920 року під час рейду повстанська армія Нестора Махна захопила Білоцерківку. Від Д. Оверченка до нього поїхала делегація у складі п’яти осіб із проханням поділитися зброєю, але Махно відмовив, сказавши, що зброю вони одержать лише тоді, коли приєднаються до його армії. На це решетилівські повстанці не пристали, адже «батько» не був українським патріотом-державником («воює проти Петлюри» — говорили посланці).
Декілька разів повстанці при підтримці місцевих селян ліквідовували радянську владу в Решетилівці, але зібравшись із силами на залізничній станції Решетилівка регулярні частини Червоної армії разом із чекістами протягом декількох днів або навіть годин відновлювали її знову. 

## Решетилівці у загоні Данила Оверченка
Чисельність повстанських загонів не була постійною, тому що багато козаків не наважувалися залишати рідні краї, де все було таким близьким і знайомим, і наражати себе на небезпеку під час рейдів по червоних тилах.
Відомо, що у загоні Д. Оверченка за волю України боролися селяни з Решетилівки Василь Колотій разом з двома братами, Лука Таранець, Микола Мироненко, Дмитро Мусієнко, Митрофан Іванюк, Кирило Олійник, Трохим Пальчик, Федір Ісачко, Василь Пробийголова та ін. Всі вони були молодими селянськими хлопцями, які рятувалися від мобілізації до Червоної армії, а тому вважалися дезертирами. У своїй більшості юнаки були з бідних родин. 
Соратниками Данила Оверченка були решетилівці Пантелеймон Ілліч Асаул (1869 р. н.), Кирило Васильович Рудобашта (1900 р. н.) та уродженець села Великі Сорочинці Олексій Васильович Ковалевский (1881 р. н).  

## Розправа над решетилівськими повстанцями
Розправа комуністів над бунтівним містечком Решетилівка була жорстокою. 
17 жовтня 1920 р. до кримінальної відповідальності колегією Полтавської губернської Чека було притягнуто 93 селян, які воювали в загонах Д. Оверченка та І. Біленького. З них 15 юнаків 1898-1900 років народження було засуджено до смертної кари. Серед них Григорій Ребрик, Кирило Рудобашта, Григорій Осавул, Сергій Блоха, Іван Закарлюка, Іван Козюра, Антін Чужиня та ін. 23 юнаків відправили у штрафні роти на один рік, 21 — на два роки, 5 — на три роки, а чотирьох — до концтабору на невизначений термін («до закінчення громадянської війни» в Росії).
Подальша доля решетилівського отамана Д. Оверченка невідома.